# Tavel, Gard
Tavel là một xã trong vùng Occitanie. Xã Tavel, Gard nằm ở khu vực có độ cao trung bình 86 mét trên mực nước biển.